# Georges Rossi (militaire)
Pour les articles homonymes, voir Georges Rossi et Rossi.
Georges Rossi, né le 16 mai 1918 à Marseille et Mort pour la France le 11 février 1942 à Bir En-Naghia, est un militaire et résistant français, Compagnon de la Libération. 

## Biographie

### Jeunesse et formation
Fils d'une fleuriste et d'un jardinier mort avant sa naissance, Georges Rossi naît le 16 mai 1918 à Marseille. Devançant l'appel, il s'engage dans l'armée et est affecté au 24e régiment d'infanterie coloniale où il est sous-officier au Liban au moment où la seconde guerre mondiale éclate.

### Seconde Guerre mondiale
Refusant l'armistice du 22 juin 1940, il suit son commandant de compagnie, Raphaël Folliot, lorsque celui-ci amène avec lui 150 hommes pour rejoindre les territoires britanniques voisins. Parvenus en Égypte et renforcés par d'autres hommes, ils forment le 1er bataillon d'infanterie de marine où le sergent-chef Georges Rossi est affecté à la 1re compagnie. Il prend alors part à la guerre du désert en Libye puis à la campagne d'Érythrée où il participe à la bataille de Keren.
De retour en Libye, Georges Rossi est tué par un éclat d'obus le 11 février 1942 au cours d'une patrouille à Bir En-Naghia. Il est inhumé à Derna.

## Décorations
|  |  |

| Compagnon de la Libération Par décret du 7 mars 1941 | Compagnon de la Libération Par décret du 7 mars 1941 | Compagnon de la Libération Par décret du 7 mars 1941 | Croix de guerre 1939-1945 | Croix de guerre 1939-1945 | Croix de guerre 1939-1945 |